# Kagendo Murungi
Kagendo Murungi (7 de diciembre de 1971 - Harlem, 27 de diciembre de 2017) fue una feminista, activista por los derechos LGBT y cineasta keniana. Trabajó como defensora de los derechos de la comunidad LGBTQ africana durante más de 20 años.

## Trayectoria
Kagendo nació en Kenia y tenía seis hermanos. Se mudó a los Estados Unidos donde pasó la mayor parte de su vida.
Kagendo obtuvo su licenciatura en estudios de la mujer de la Universidad Rutgers y su maestría en estudios de medios de la New School for Social Research. Realizó su carrera en la industria del cine como directora y productora de cine. En 1991 fundó el estudio de producción cinematográfica Wapinduzi Productions donde ejerció como productora ejecutiva aproximadamente 26 años. En 1995 fue la narradora de la historia del documental estadounidense These Girls Are Missing.
Colaboró en la institución del programa para África de la Comisión Internacional Gay y Lesbiana de Derechos Humanos. Fue miembro de la Fundación Astraea de Lesbianas por la Justicia. Trabajó en comunidad con los inmigrantes panafricanos en iniciativas de base y en apoyo de los disidentes sexuales y políticos durante toda su vida.
También fue voluntaria durante 15 años del Festival de Cine Africano. Además, ocupó el cargo de Asociada de Programas en el Consorcio Nacional de Programación Afroamericana cuando aún era una organizadora comunitaria. En 2016, fue directora de Food Pantry en St. Mary's Church, Harlem.
Murió el 27 de diciembre de 2017 a la edad de 46 años en su residencia de Harlem. Fue enterrada en una granja familiar en Kenia.

## Reconocimientos
En agosto de 2021, fue incluida en la lista de las siete activistas africanas que merecen un artículo en Wikipedia por la organización internacional Global Citizen.

## Filmografía
- Via New York (1995)[6]
- Sunshine Boutique (2006)[7]
- Local Food for Life Ministry: Food Justice from Maseru to East New York (2013)[3]
- Sokari Ekine: Spirit Desire (2016)[3]